# Tucherschloss (Simmelsdorf)

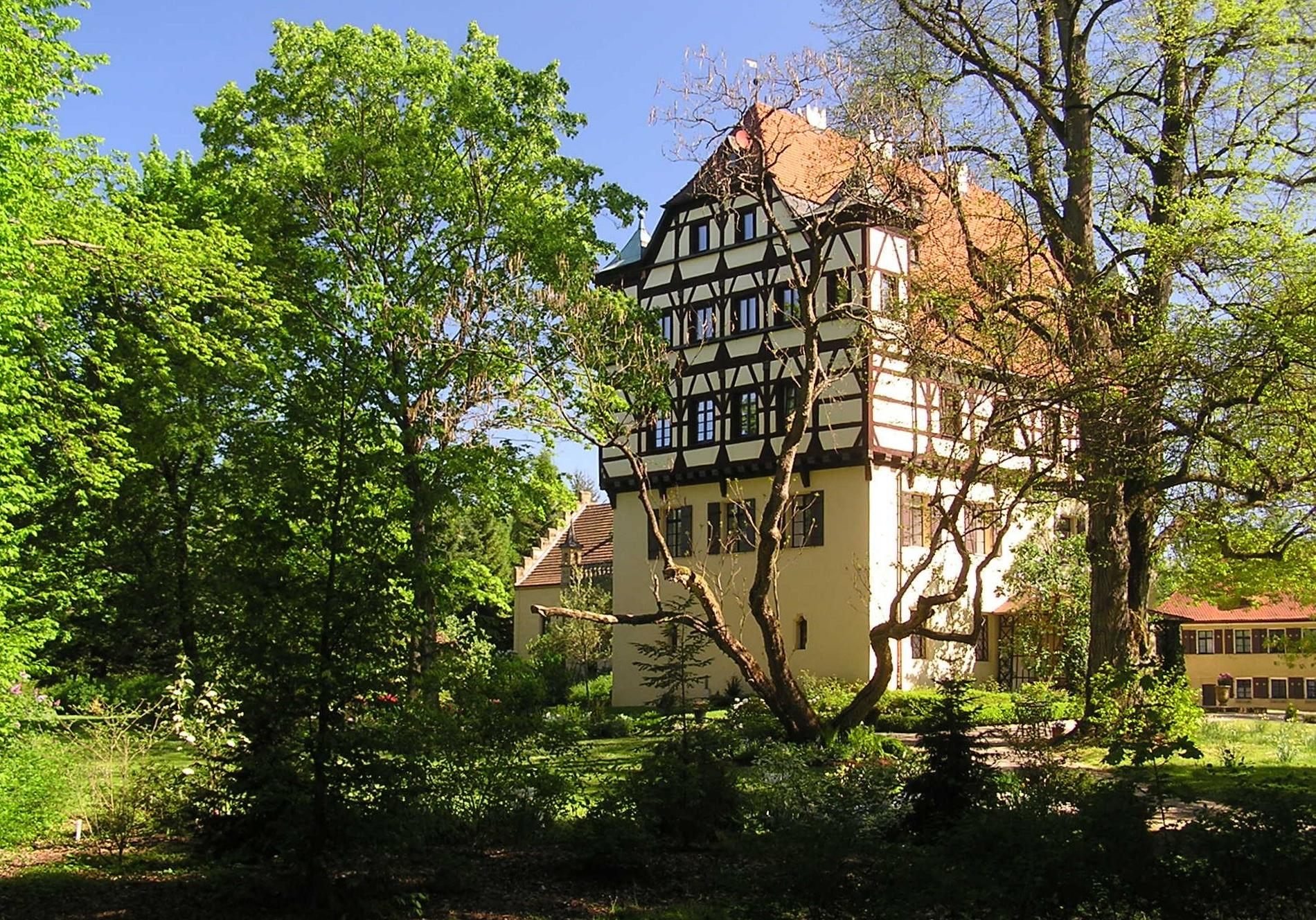
Tucherschloss Simmelsdorf

Das Tucherschloss ist ein denkmalgeschütztes Bauwerk, das in der Gemeinde Simmelsdorf im Landkreis Nürnberger Land in Mittelfranken in Bayern steht. Das Schloss ist unter der Denkmalnummer D-5-74-158-1 als Baudenkmal in die Bayerische Denkmalliste eingetragen. Es ist seit 1598 im Eigentum der Patrizier Tucher von Simmelsdorf. 

## Beschreibung
Das sogenannte alte Schloss war ursprünglich eine Wasserburg aus dem 14. Jahrhundert. Es wurde von 1830 bis 1841 nach einem Entwurf von Leonhard Schmidtner umgebaut. Auf dem steinernen Erdgeschoss sitzt eines aus Holzfachwerk, das mit einem hohen Halbwalm bedeckt ist, der an den Ecken von kleinen Türmen flankiert wird. An der Nordseite befindet sich ein polygonaler Treppenturm, der mit einem Zeltdach bedeckt ist.